# Disparition sur le Nil
Disparition sur le Nil est un roman historique et un roman d'aventures pour la jeunesse publié par l'écrivaine française Odile Weulersse en 2006. Son intrigue, située en Égypte ancienne durant le règne du pharaon Ahmôsis Ier, suit les aventures de trois jeunes gens, Tétiki, Penou et Rouddidite, entre le sud de l'Égypte et le royaume de Koush. Ce roman forme la suite de deux de ses précédents romans : Les Pilleurs de sarcophages (1984) et Le Secret du papyrus (1998), avec lesquels il forme une « trilogie égyptienne ».

## Résumé
Ahmôsis Ier a vaincu les Hyksôs et les a repoussés loin au nord-est. Après la prise de Sharouhen, le pharaon se préoccupe désormais d'un autre voisin ambitieux : le royaume de Koush, qui se trouve au sud de l'Égypte. Les Koushites ont profité de la domination hyksôs pour conquérir plusieurs forteresses égyptiennes et voler l'or des mines de la région. Tétiki, désormais âgé de 17 ans, est combattant du prince et réside à Thèbes avec le nain Penou et l'épouse de ce dernier, Rouddidite. Tétiki et Penou sont convoqués par Pharaon en même temps que les autres officiers de l'armée pour préparer une expédition vers le sud. C'est compter sans leurs vieux ennemis, Antef et Makaré, qui continuent à conspirer contre l'Égypte. Les deux espions se sont alliés à Piyé, un agitateur qui cherche à monter les habitants du Sud contre le pharaon et qui détourne l'or des mines pour financer une future attaque concertée des Koushites et des Hyksôs. Apprenant que Tétiki et Penou feront partie de l'expédition, Makaré fait enlever sa fille Rouddidite afin d'attirer les deux garçons dans un piège mortel.
En mission pour pharaon tout en s'efforçant de retrouver la disparue, Tétiki et Penou remontent le Nil. Ils explorent les mines d'or de l'oued Allaqi où Penou a été esclave avant de rencontrer Tétiki. Ils s'arrêtent dans plusieurs forteresses du sud : Kouban, Bouhen et Mirgissa. Entre Kouban et Bouhen, Tétiki découvre les Koushites qui détournent l'or des mines, mais lui et Penou sont capturés par Makaré et ses partisans. Une crue subite de l'oued Allaqui fournit heureusement aux héros l'occasion de s'échapper. L'inondation coûte la vie à Antef mais Makaré et Piyé survivent. Les garçons prennent part au siège de la forteresse de Mirgissa, qu'Ahmôsis parvient à reprendre aux Koushites grâce à l'aide des deux garçons qui découvrent une entrée secrète utilisée par l'ennemi. Mis en fuite après le siège et la reprise de Mirgissa, Makaré et Piyé se replient plus au sud jusqu'à Semna, mais parviennent à capturer Tétiki et Penou. Penou est jeté dans le Nil, mais parvient à survivre. Furieuse contre Rouddidite qui tente tout le temps de s'échapper et a permis à Tétiki de s'enfuir, Makaré vend sa propre fille comme esclave. Penou la retrouve à Semna et travaille dur pour la racheter et la libérer. Pendant ce temps, Tétiki participe à la bataille victorieuse du pharaon contre le prince de Koush dans la plaine des Vautours. Rouddidite et Penou retrouvent à Semna le scribe Kanefer (ennemi des deux garçons dans Les Pilleurs de sarcophages) qui exprime des remords et les aide à rentrer en Égypte. Enfin réunis à Éléphantine, les trois jeunes gens sont récompensés par le pharaon, mais Tétiki est en deuil : son père, le nomarque Ramose, est mort vaincu par la vieillesse. Comme Tétiki atteint bientôt 18 ans, Ahmôsis Ier fait de lui le nouveau nomarque d'Éléphantine.

## Publications
- Hachette Jeunesse, dépôt légal 2006  (ISBN 2-01-321212-7)  (EAN 9782013212120)
- Réédition au sein de l'intégrale de la trilogie : L'Espion du pharaon : la trilogie égyptienne, Hachette, 2006  (ISBN 2-01-201296-5)  (EAN 9782012012967)
- Hachette jeunesse, 2007, illustrations d'Isabelle Dethan  (EAN 9782013224277)